# Ōuchi Hyōei

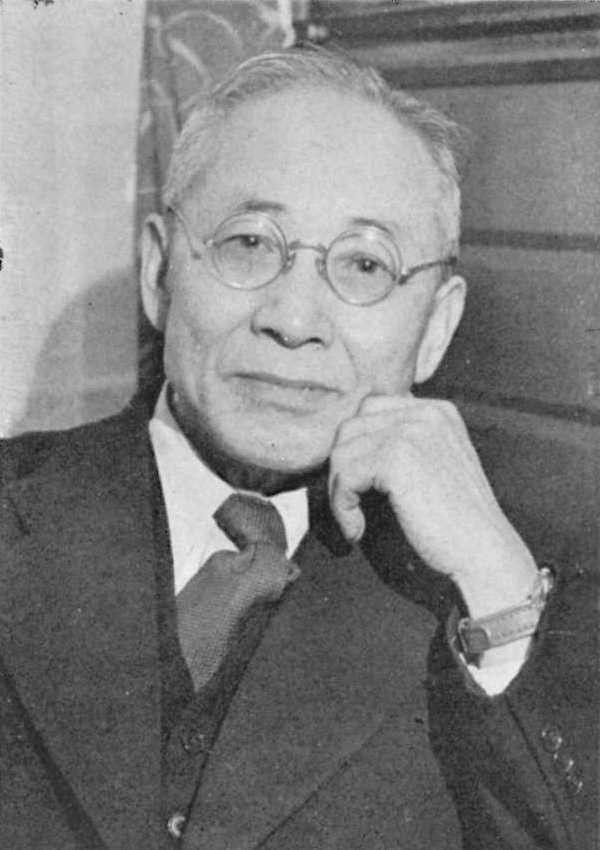
Ōuchi Hyōei, 1953

Ōuchi Hyōei (japanisch 大内兵衛; geboren am 29. August 1888 in Takada (高田村), Bezirk Mihara (三原郡) (Präfektur Hyōgo); gestorben am 1. Mai 1980) war ein japanischer Wirtschaftsfachmann und Marxist, Professor an der Universität Tokio und Präsident der Hōsei-Universität.

## Leben und Werk
Ōuchi Hyōei studierte Wirtschaftswissenschaften an der Universität Tokio. Nachdem er für das Finanzministerium gearbeitet hatte, arbeitete er an der Wirtschaftswissenschaftlichen Fakultät der Universität Tokio.
1920 war er in den Morito-Zwischenfall verwickelt. Morito Tatsuo, Assistenzprofessor an der Wirtschaftswissenschaftlichen Fakultät, hatte im Januar 1920 einen Artikel über den russischen Radikalen Kropotkin veröffentlicht, der das Missfallen der Regierung hervorrief. Er und Ōuchi als Herausgeber der Zeitschrift wurden zu (kurzen) Gefängnisstrafen verurteilt.
Von 1921 bis 1923 bildete er sich in Deutschland weiter, wobei er seine Kenntnisse der marxistischen Wirtschaftsideen vertiefte. 1938 verließ er die Universität Tokio, nachdem die Regierung ihm Schwierigkeiten bereitete. Nach dem Pazifikkrieg konnte er an die Universität zurückkehren. 1949 ging er in den Ruhestand und wirkte anschließend bis 1959 als Präsident der privaten Hōsei-Universität.
Ōuchi war tätig als Vorsitzender des Statistikrates der Regierung (内閣統計委員会, Naikaku Tōkei Iinkai) und des Beratungsgremiums zu Fragen der sozialen Sicherheit (社会保障審議会, Shakai Hoshō-Shingikai). Mit Yamakawa Hitoshi (1880–1958) und Sakisaka Itsurō (1897–1985) gründete er „Sozialistische Vereinigung“ (社会主義協会; Shakaishugi Kyōkai). Er war die führende Persönlichkeit der linken Fraktion der Sozialistischen Partei Japans. 
Seine Grabstätte befindet sich auf dem Friedhof Tama in Fuchū (Präfektur Tokio). 
Zu den wichtigsten Schriften Ōuchis gehören „Zaiseigaku taikō“ (財政学大綱) – „Prinzipien des öffentlichen Haushaltes“, das in zwei Bänden in den Jahren 1930 und 1931 erschien, und „Nihon Infurēshon no Kenkyū“ (日本インフレ－ショの研究), 1946 – „Eine Studie zur Inflation in Japan“. Von 1974 bis 1975 erschien eine Gesamtausgabe seiner Schriften (大内兵衛著作集), 12 Bände, im Iwanami-Verlag.